# Bédia
Pour les articles homonymes, voir Bedia (homonymie).
Bédia (en arabe : بديا) est une ville de Palestine, en Cisjordanie, au nord de Jérusalem. Son nom est dérivé du mot araméen biddah signifiant pressoir d'huile d'olive, et albid désignant le lourd tronc utilisé pour presser les olives. Ce nom évoque le grand nombre d'oliviers cultivés alentour et l'importante production locale d'huile d'olive.

## Géographie
L'altitude de Bédia est d'environ 360 mètres. Sa superficie est de 3 km2 alors que la superficie totale des terres est d'environ 220 km2, et celle les terres cultivées avec des oliviers est d'environ 15 km2.

### Localisation
Située à 32 km au sud-ouest de Naplouse et à 16 km  de Salfit, dans le nord de la Cisjordanie, Bédia est une ville palestinienne montagneuse. Elle se trouve sur la route principale menant à Kufr Kassem et à Jaffa. C'est la capitale du district de Salfit. 

## Histoire
En 1596, Bédia est apparue dans les registres fiscaux ottomans comme étant le Nahié du Mont Qubal dans le Sandjak de Naplouse. À cette époque, la ville se composait de huit foyers. Les villageois payaient des impôts sur le blé, l'orge, les oliviers, l'élevage et l'apiculture.
L'explorateur français Victor Guérin, passé par Bédia en 1870, l'a décrite comme un « village montagneux » d'une certaine importance. Dans l'Arpentage de la Palestine occidentale en 1882, Bédia a été décrite comme « un village de taille moyenne, dont les maisons sont principalement de pierres, entouré de magnifiques bosquets de très beaux vieux olives. Il est évidemment un site ancien et la distribution d'eaux était de roches-réservoirs. »

### Mandat britannique
Selon le recensement effectué en 1922 par les autorités du mandat britannique, Bédia avait une population de 792 habitants, tous musulmans, tandis que  le recensement de 1931 Bédia (inclus Salita, une région qui se trouve dans la Sud de la ville) comptait 245 maisons occupées et une population de 1 026 habitants. En 1945, la population était de 1 360 habitants, tous palestiniens, alors que, selon un recensement officiel de la terre et de la population, la superficie totale des terres était 13 466 km2. Sur ce total, 5 088 km2 étaient des terres irrigables et fertiles alloués à des plantations et 2 319 km2 pour la culture des céréales, alors que 47 dounoms ont été classés comme zones bâties.

### 1948-1967
Dans la foulée de la guerre israélo-arabe de 1948, et après les accords d'armistice de 1949, Bédia a été placée sous la domination jordanienne.

### Post-1967
Après la guerre des Six-Jours en 1967, Bédia a été occupée par l’armée israélienne.
À la mi-2012, selon le Bureau Central Palestinien des statistiques, la population de Bédia était de 8 951 (expatriés exclus).

## Économie
L'économie de Bédia dépend principalement de la culture des oliviers et de la production du savon de Naplouse similaire au savon d'Alep, principale industrie de la ville. Celle-ci dispose principalement des produits alimentaires issus de l'agriculture de subsistance ou des marchés d'alimentation locaux.
Avant le début de la deuxième Intifada, de nombreux habitants travaillaient  dans les villes voisines, en particulier à Naplouse et à Ramallah, et chez des employeurs israéliens. La route principale traversant la ville, route 505 (faisant anciennement partie de la route Trans-Samarie), était bordée de nombreux magasins qui servaient des milliers d'acheteurs israéliens visitant la ville chaque semaine. Ces israéliens, les habitants des colonies israéliennes inclus, recherchaient des produits à bas prix. Le taux de chômage était d'environ 20 %, mais depuis l'Intifada, ce chiffre est passé à 78-90 %. Outre l'agriculture, certains habitants vivent de leurs économies et d'autres reçoivent de l’aide de la part de leurs proches installés à l’étranger .

## Enseignement

### Enseignement scolaire
La ville dispose d'établissements scolaires de différents niveaux :
- des écoles élémentaires publiques :

- - une école élémentaire de filles, située au centre-ville et fondée en 1975,
  - une école élémentaire de garçons, située également au centre-ville et fondée en 1970,
- des collèges publics : 
  - un collège de garçons situé au centre-ville,
  - un collège de jeunes filles situé au nord de la ville,
- des lycées publics :
  - un lycée de jeunes filles situé au nord de la ville et fondé en 1946,
  - un lycée de garçons situé au centre-ville et fondé en 1920,
- des écoles élémentaires privées :
  - l'école "Almustaqbal",
  - l'école "Ala'wael".

### Enseignement supérieur
L'Université ouverte Al-Quds a ouvert une branche à Bédia.

## Médias
La ville dispose de la chaîne de télévision locale "Aljoud" et de la radio "Al-Ghad". Inaugurée en 2004, cette radio soutient les innovations et les projets et en assure la promotion.

## Lieux et monuments
Bédia compte de nombreux lieux de culte :
- la Grande Mosquée (Masjid Bedia Al-kabeer) : ce sanctuaire musulman voit le jour en 1922, à l'ère du Mandat britannique. Une grande galerie a été ajoutée à la mosquée en 1953,
- la mosquée" Omar Ibnul Khattab" : ce sanctuaire musulman, qui est très ancien, remonte à l'époque ottomane,
- la mosquée "Al-Nour" : Cette mosquée est à côté de la mairie dans le centre de la ville et la mosquée "Abu-Obaida" qui se trouve dans l'est de la ville.

Bédia possède beaucoup de sites archéologiques, dont des tombeaux anciens parmi lesquels celui d'"Al-cheikh Ali Aldajani", le tombeau le plus célèbre. Celui-ci date du XVIe siècle. C'est le tombeau de "Hamida Al-Rabi".
En outre, la ville abrite un étang ancien remontant à l'époque romaine et un puits rudimentaire, le "Beir Saleh".

## Santé
L'agglomération de Bédia possède plusieurs centres de santé : le centre de santé et de soin primaire et une société s'appelle "la société médicale scientifique", un centre privé de cliniques spécialisées, quatre cliniques médicales généralistes, trois cliniques médicales spécialisées (un centre de gynécologie, un centre privé de pédiatrie et une clinique de soins internes), trois laboratoires médicaux, un centre de protection maternelle et infantile géré par le Croissant-Rouge, un centre privé de physiothérapie, un centre de radiologie géré par une ONG de bienfaisance. En outre, la ville compte six pharmacies privées et deux ambulances.
En cas d'absence de services de santé nécessaires ou en cas d'urgence, les patients sont transférés à l'hôpital gouvernemental Yasser Arafat de Salfit (à 20 km de Bédia) ou à ceux de Naplouse (à 30 km de Bédia) et de Ramallah.

## Infrastructure

### Électricité et télécommunications
Bédia est connectée à un réseau public d'électricité depuis 1980. Elle est desservie par la compagnie d'électricité nationale israélienne qui représente la principale source d'électricité dans la ville. Environ 98,1 %  des foyers dans la ville sont connectés au réseau. Les habitants de la ville sont confrontés à des problèmes concernant l'électricité, principalement le besoin de l'expansion de réseau électrique et la nécessité d'accroître sa puissance. Ces enjeux sont particulièrement problématiques en hiver. Bédia est également reliée à un réseau téléphonique. Environ 99,5 % des foyers dans les limites de la ville sont reliés à des lignes téléphoniques.

### Transport
Bédia compte 82 taxis et neuf bus publics. Toutefois, les résidents souffrent des monticules de terre sur les routes et des checkpoints militaires. Il y a sept kilomètres de routes principales et 31 km de routes secondaires.

## Vie associative
Bédia dispose de plusieurs institutions gouvernementales : un bureau de poste, une caserne de pompiers, un poste de police, le bureau du ministère de l'Intérieur, le bureau du ministère de l'Agriculture, le bureau du ministère du Travail et un bureau pour le ministère d'affaires sociales. La ville  dispose également  des institutions locales et des associations qui fournissent des services aux secteurs de la société comme :
- Club sportif pour les jeunes : Fondé en 1994 par le ministère de la Jeunesse et des Sports, le club s'intéresse aux sports, activités culturelles, artistiques et sociales destinés aux jeunes. Le club offre aussi plusieurs cours de secourisme aux différentes classes d'âge.
- Association "Femmes pour la vie" : Fondée en 2004 par le ministère de l'Intérieur, s'intéresse aux affaires des femmes et apporter un soutien psychologique et social. Cette association organise des journées médicales, offre plusieurs cours dans les domaines de l'éducation sanitaire, de la maternité et de l'enfance, et organise aussi  des colonies de vacances en été pour les enfants, talents artistiques et culturels.
- Comité pour une maternité sans risque : Fondée en 2005 par le Croissant-Rouge palestinien, pour appuyer les familles nécessiteuses et ceux ayant des besoins particuliers, l'éducation sanitaire pour les écoles, et pour organiser des journées d'informations médicales
- coopérative pour le pressage des olives : Fondée en 1964, cette société est maintenant officiellement enregistrée auprès du ministère du Travail.
- Le "Genius" Centre Culturel : Fondée en 2011 par le ministère palestinien de l'Éducation à fin d'offrir des cours de formation et des cours particuliers de mathématiques aux étudiants de la ville Bédia et des villages limitrophes.

## Personnalités célèbres
1. Maires

Le conseil municipal de Bédia a été fondé en 1997 par le Ministère du Gouvernement Local, avec l'objectif de prendre soin des problèmes de la ville et de fournir des services variés  à ses habitants, comme les services d'infrastructure. Des élections se tiennent pour élire ses membres ainsi que le maire de la ville.
Les maires de Bédia depuis 2002 sont :
- Jameel Darweich"Abu Jamal" 1992-2004
- Ramadan Shatat 2004-2008
- Mustafa Da'as 2008-2011
- Khaled Al-Atrach 2011
- Eyad Kamel 2012
- Ahmad Abu Safiyyeh 2013
- Le maire actuel "Suleiman Taha"

1. Fatima Assi : c'est la directrice de l'association « Femmes pour la vie » dont le siège  se trouve sur la route principale, dans le palais "Al-Taha".
2. Mohammad ٍSalameh : c'est le juge de la ville auquel les habitants recourent pour régler les problèmes de leur vie quotidienne : mariages, divorces, répudiations , successions, héritages, etc.

1. Wajeeh Salem (1938-2013) : célèbre écrivain et poète palestinien. Il a publié des articles, des nouvelles et deux recueils de poèmes : La tragédie d'un peuple et Les oblations, tous deux en 1989.

## Galerie photos

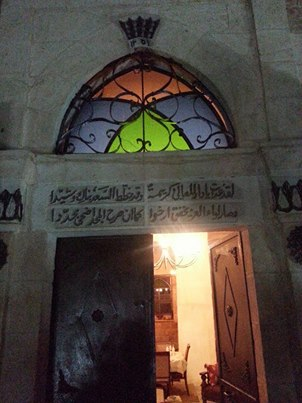
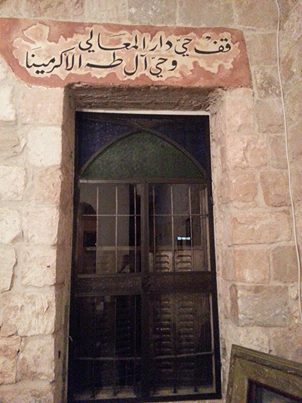
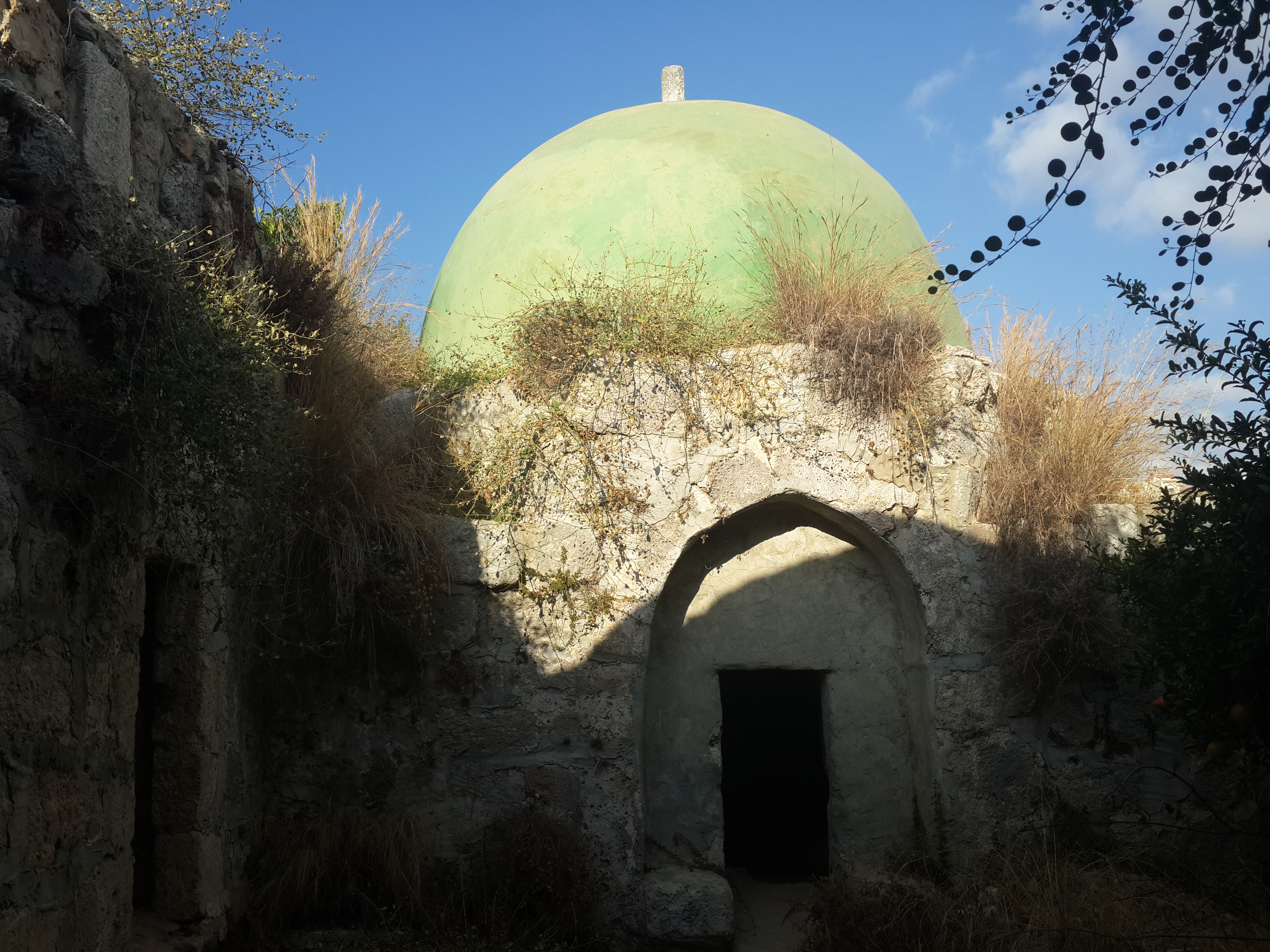
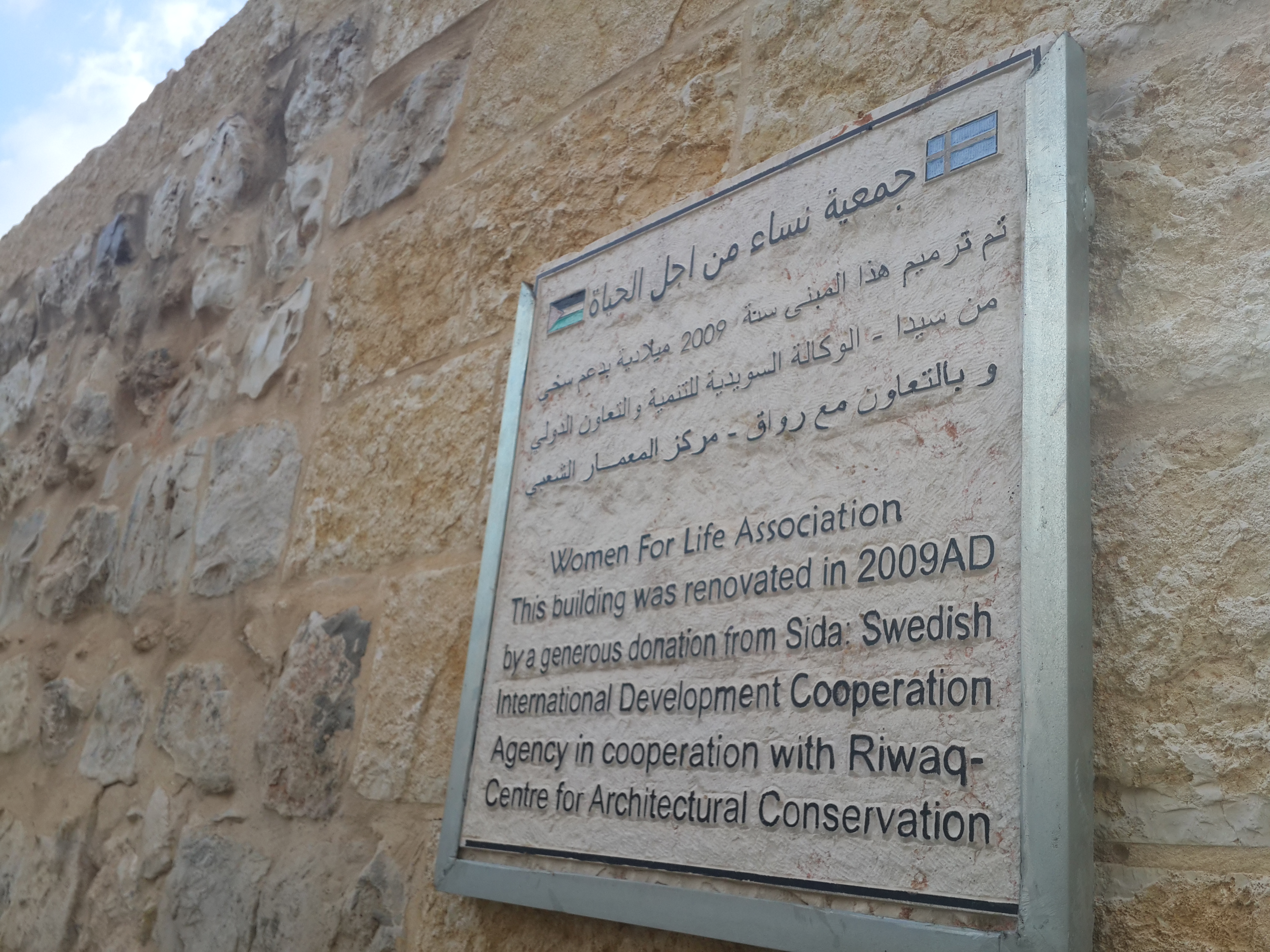
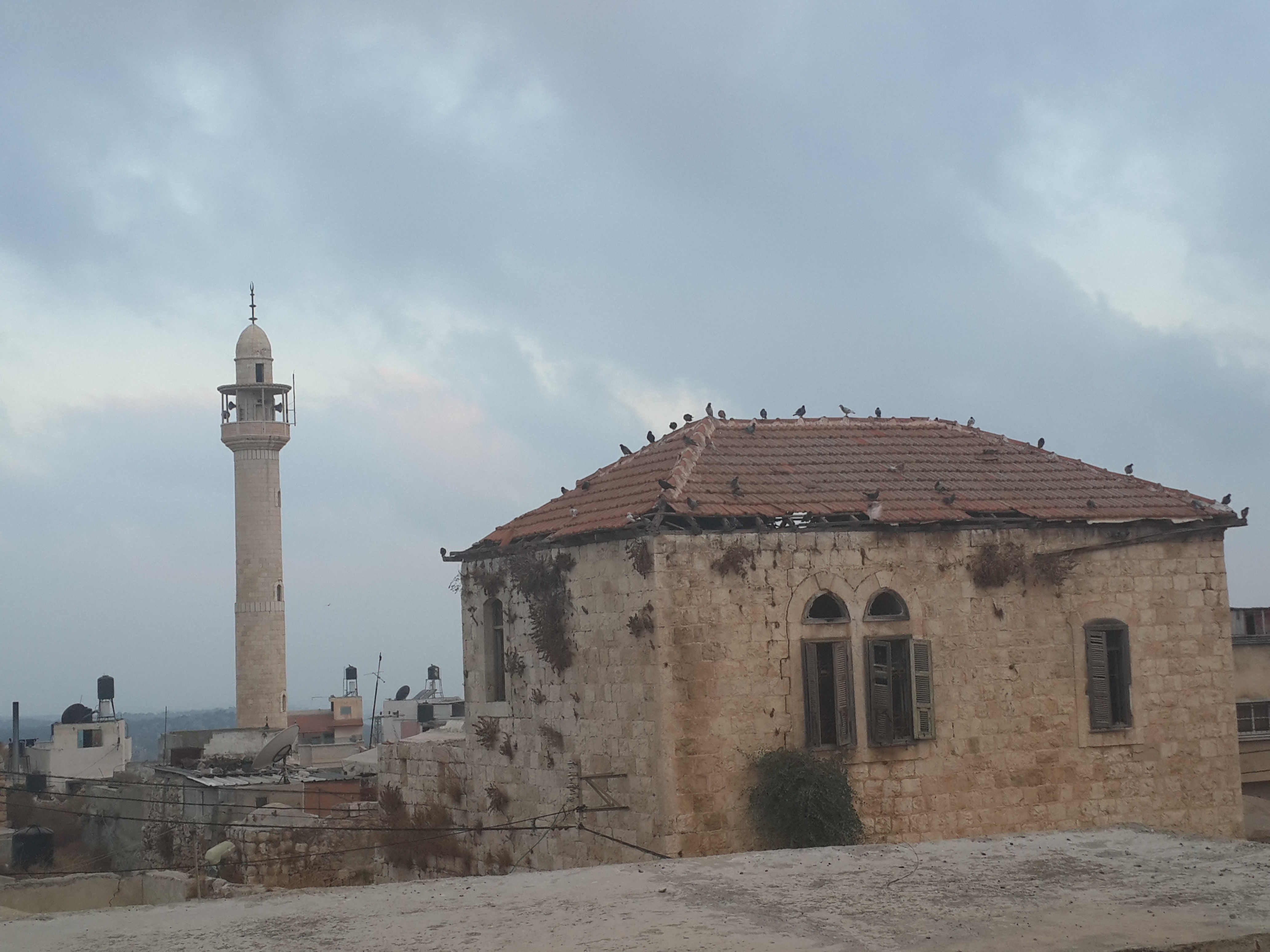
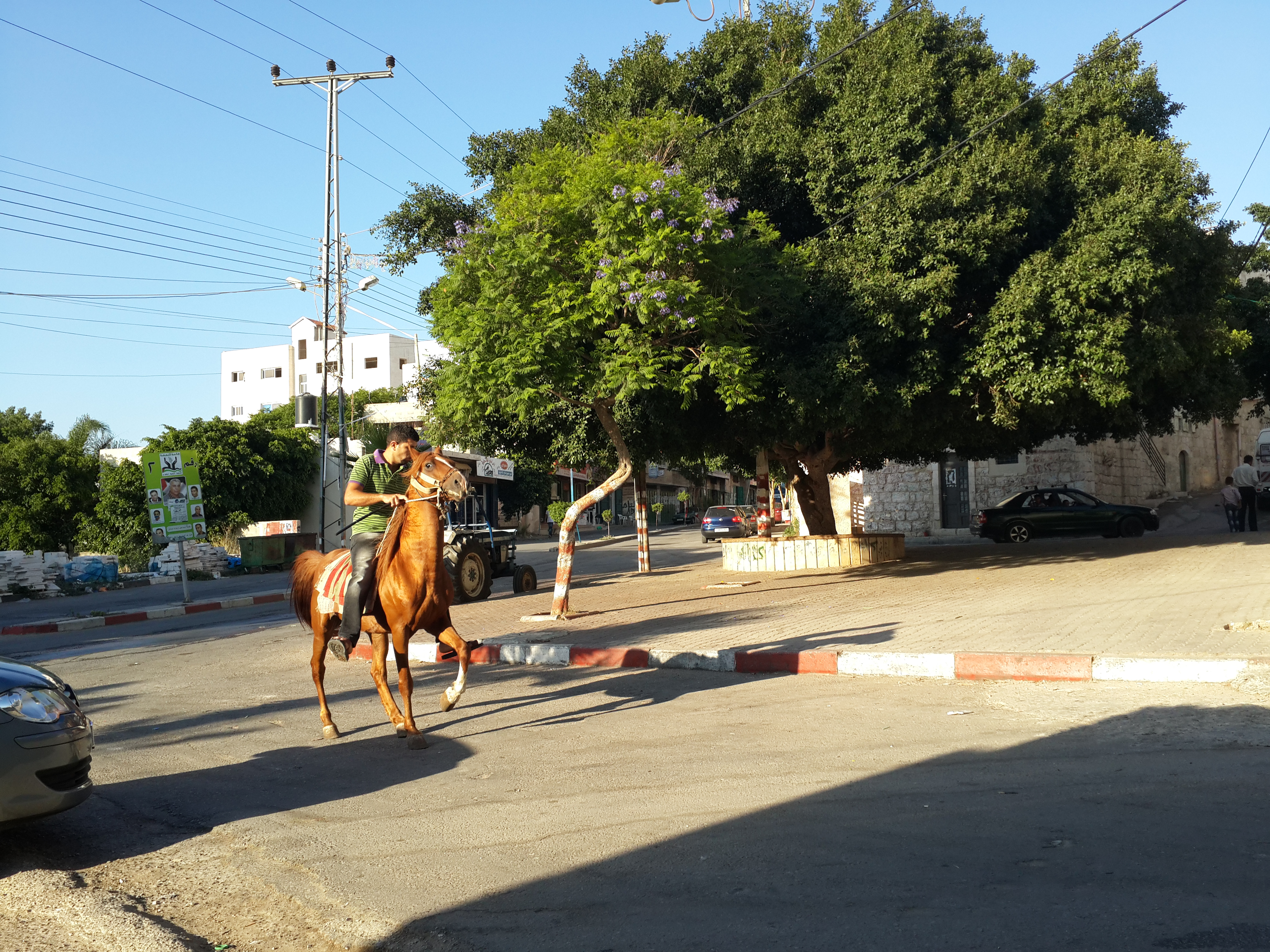
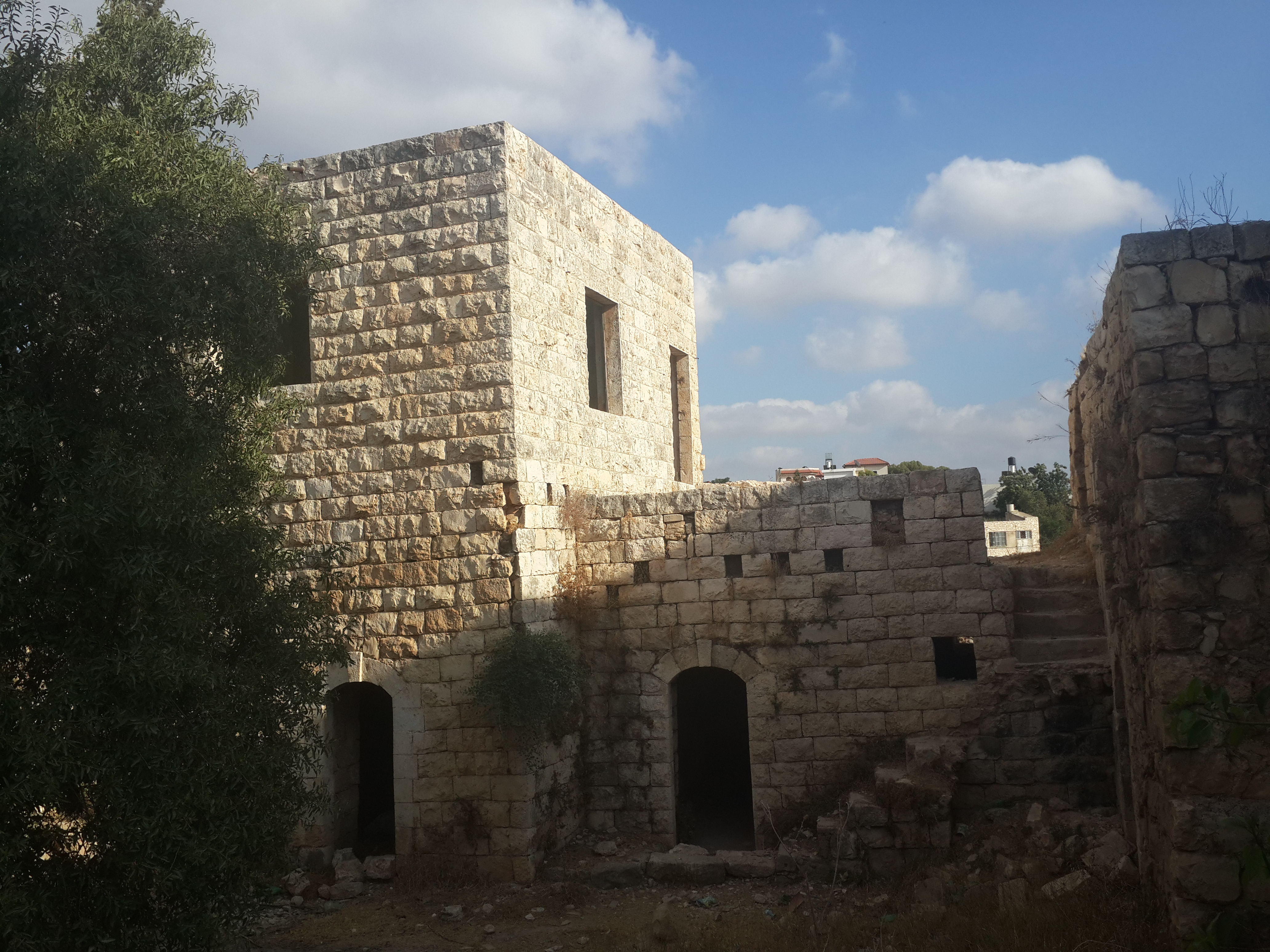